# Eustachy Krak
Eustachy Krak, pseudonimy: Dudzieniec, Zoi, Eustachy Dudziniec, Przepiórkowski (ur. 8 kwietnia 1903 w Brzezinach, zm. 22 lutego 1972 w Zalesiu Dolnym) – z zawodu historyk, w czasie wojny żołnierz Armii Krajowej.
W drugiej połowie lat 40. wicewojewoda lubelski. W pierwszej połowie lat 50. był więziony i skazany na karę śmierci; w celi śmierci przebywał 14 miesięcy, wyszedł na wolność w czasie odwilży gomułkowskiej. Resztę życia spędził w Zalesiu Dolnym.
Został pochowany na cmentarzu komunalnym w Piasecznie, w tamtejszej alei zasłużonych.